# Geografía animal
La geografía animal es un campo de estudio en la geografía que estudia los espacios y lugares ocupados por animales en la cultura humana.
Un interés en la geografía animal surgió en la geografía humana durante los años 1990. Fue marcado por una edición especial de la publicación Environment and Planning D: Society and Space en 1995 y un libro por Jennifer Wolch y Jody Emel titulado Animal Geographies: place, politics and identity in the nature-culture borderlands publicado en 1998.
Este movimiento fue provocado por el hecho básico que la vida y espacio social son muy populados por animales de muchos tipos y en muchas maneras distintas (por ejemplo, los animales de granja, mascotas, animales salvajes en la ciudad). También fue provocado por los puntos de vista ecofeministas y ecologistas sobre las relaciones entre la naturaleza y la sociedad (incluyendo cuestiones del bienestar y los derechos de los animales).
Esta subdisciplina dentro de la geografía humana desarrolló rápidamente, otro hito siendo el libro Animal Spaces, Beastly Places: New Geographies of Human-Animal Relations.
Se publican con regularidad artículos en varias publicaciones geográficas y en publicaciones como Society and Animals.
Ahora la geografía animal forma parte de un interés más amplio en las geografías no humanas o «más que humanas» que prestan atención no solo a animales sino que todas cosas, vivos y no vivos, que ayudan formar el mundo 'social' cotidiano y sus espacios y lugares.